# 마쓰다이라 야스마사 (후작)

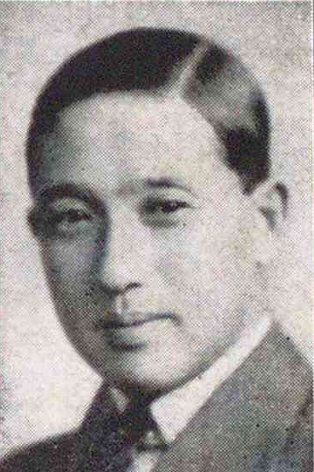
마쓰다이라 야스마사 후작

마쓰다이라 야스마사(松平康昌)는 일본 제국의 화족, 관료이다. 후쿠이 마쓰다이라가 제19대 당주로서 작위는 후작이다. 종2위 훈1등. 메이지 대학 정치경제학부 교수를 지냈으며 사가미 여자대학 학장을 지냈다. 부인은 도쿠가와 이에사토의 둘째 딸 아야코(혹은 료코, 綾子)이다. 후쿠이번 마지막 번주였던 마쓰다이라 모치아키 후작의 손자이자 마쓰다이라 야스타카 후작의 아들이다. 부친 야스타카 사후 후작위를 습작하였다.
옛 후쿠이번 출신 오카다 게이스케의 내각 성립을 재정적으로 지원하였고, 근대 귀족교육과 여성교육에 기여하고 각종 학교 운영에 관여하였다.

## 같이 보기
- 조지프 베리 키넌

| 전임 마쓰다이라 야스타카 | 제3대 (후쿠이)마쓰다이라 후작가 당주 1930년 ~ 1947년 | 후임 화족제도 폐지 |

| 전임 마쓰다이라 야스타카 | 제19대 후쿠이 마쓰다이라가 당주 1930년 ~ 1957년 | 후임 마쓰다이라 무네토시 |